# Pfarrkirche Siebenlinden

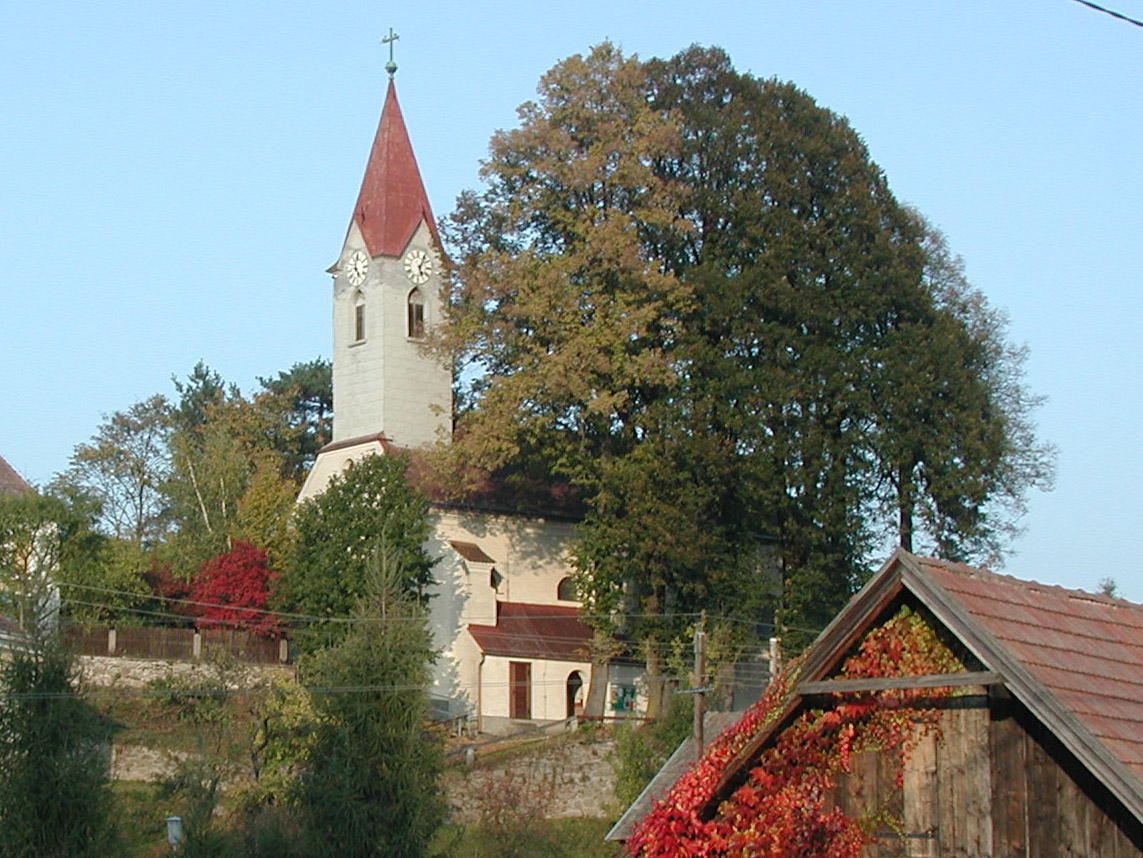
Pfarrkirche hl. Jakobus der Ältere in Siebenlinden

Die römisch-katholische Pfarrkirche Siebenlinden steht im Ort Siebenlinden in der Marktgemeinde Schweiggers in Niederösterreich. Die Pfarrkirche hl. Jakobus der Ältere ist eine Patronatskirche vom Stift Zwettl und gehört zum Dekanat Gmünd in der Diözese St. Pölten. Die Kirche steht unter Denkmalschutz (Listeneintrag).

## Geschichte
Ursprünglich gab es eine Burgkapelle hl. Sebastian auf dem Burghügel, welche nach 1782 abgetragen wurde. Unterhalb der Berglehne wurde eine Dorfkapelle und Filialkirche, ebenfalls mit dem Patrozinium hl. Sebastian erbaut. Die im Kern romanische und durch Umbau im 15. Jahrhundert nun gotische Kirche wurde 1662 barockisiert und 1784 zur Pfarrkirche erhoben. Das Langhaus wurde 1784 verändert. 1911 wurde die Kirche renoviert. Die Bruchsteinmauer nördlich der Kirche ist aus der zweiten Hälfte des 19. Jahrhunderts.

## Architektur
Die Kirche steht im Nordwesten von Siebenlinden an der Berglehne des ehemaligen Burgkegels. Am Langhaus und Chor mit einem 3/8-Schluss sind gotische Strebepfeiler mit barocken Gesimsen. Die Kirche hat ein umlaufendes Abschlussgesims und hochliegende barocke Rundbogenfenster. Die Langhaussüdwand hat ein Gewände eines romanischen Rundbogenfensters aus dem 13. Jahrhundert mit Rötelquadrierung und ein gotisches Spitzbogenfenster mit Dreipassbogen und ein gotisches Schulterbogenportal in einem barocken Vorbau. Die schlichte Westfassade mit einem Dachreiter hat ein verstäbtes Schulterbogenportal in einem kreuzrippengewölbten Vorbau mit einem gekehlten Rundbogenportal aus dem 15. Jahrhundert. Nordseitig am Chor ist eine barocke tonnengewölbte Sakristei angebaut.
Das dreijochige Langhaus wurde barockisiert und 1662 mit einer Stichkappentonne überwölbt. Die gotische kreuzrippenunterwölbte Orgelempore über drei Spitzbogenarkaden auf Achtseitpfeilern ist aus dem 15. Jahrhundert. Der einjochige quadratische Chor mit einem 3/8-Schluss hat ein Kreuzgratgewölbe mit Stuckleisten und einem Stuckschlussstein um 1660 und Rundmedaillons und Vierpassfeld in Stuckrahmen um 1660. Das gotische Schulterbogenportal zur Sakristei und die Sakramentsnische in einer profilierten Rechteckrahmung ist aus dem 15. Jahrhundert. Ein barock stuckiertes Rundbogenfenster zeigt die Glasmalereien Herz Jesu aus 1902. Die Deckenmalerei aus der zweiten Hälfte des 18. Jahrhunderts, 1875 und 1911 renoviert, zeigt Darstellungen aus dem Alten Testament David, Jeremia über die Zerstörung Jerusalem trauernd, Psalmen mit dürstende Vögel und Hirsch, und die Apokalypse mit Engelsturz und Lamm Gottes.

## Ausstellung
Den neugotischen Hochaltar als Schrein mit Gesprenge schuf Josef Andergassen (1897) und trägt die Mittelfigur hl. Jakobus der Ältere und Seitenreliefs hl. Antonius von Padua und hl. Leonhard. Es gibt die barocke Figur hl. Rochus vom ehemaligen 1733 geweihten Pestaltar der Stiftskirche Zwettl. Die Figur hl. Sebastian aus der ersten Hälfte des 18. Jahrhunderts stammt aus der abgebrochenen Sebastianskapelle. Die Figuren der Heiligen Florian, Leonhard, Leopold und Aloysius sind aus dem 19. Jahrhundert. Der Taufstein ist barock.
Die Orgel baute Franz Jüstel (1868). Es gibt Glocken aus 1784 und 1874.